# 674년

## 연호
- 당(唐) 함형(咸亨) 5년 / 상원(上元) 원년

## 기년
- 당(唐) 고종(高宗) 25년
- 신라(新羅) 문무왕(文武王) 14년

## 사건
- 이슬람, 동로마 제국의 수도 콘스탄티노폴리스를 포위하다.
- 동로마 제국의 해군, 그리스의 불을 이용하여 이슬람의 대함대를 물리치다.